# مجموعة جوز الهند في آسيا والمحيط الهادئ
مجموعة جوز الهند في آسيا والمحيط الهادئ (بالإنجليزية: Asian and Pacific Coconut Community، واختصارًا: APCC) هي منظمة حكومية دولية لدول آسيا والمحيط الهادئ التي تنتج جوز الهند. الغرض من المجموعة هو «تعزيز وتنسيق ومواءمة جميع أنشطة صناعة جوز الهند».
في بانكوك في 12 ديسمبر 1968 أبرمت اتفاقية إنشاء مجموعة جوز الهند الآسيوية ووقعتها الهند وإندونيسيا والفلبين. بعد أن تم التصديق على المعاهدة من قبل هذه الدول، ظهرت مجموعة جوز الهند الآسيوي في 9 سبتمبر 1969 ومقره في جاكرتا. عندما بدأ قبول دول من خارج آسيا في المنظمة، تم تغيير اسمها إلى «مجتمع جوز الهند في آسيا والمحيط الهادئ».
تمثل الدول الأعضاء في المجموعة أكثر من 90 في المائة من إنتاج جوز الهند وصادرات جوز الهند في العالم.